# Jan Hannelius
Jan Ingvar Hannelius (Oulu, 7 dicembre 1916 – Kangasala, 7 marzo 2005) è stato un compositore di scacchi finlandese.
Compose il suo primo problema nel 1931 a 15 anni e l'ultimo nel 2005 a 88 anni. In un arco di tempo di 73 anni ha composto oltre un migliaio di problemi di vari tipi, la maggior parte diretti in due, tre e più mosse. Ottenne molte premiazioni e riconoscimenti in concorsi internazionali. Gli Album FIDE hanno pubblicato 47 suoi problemi.
Nel 1977 la FIDE lo ha nominato Maestro internazionale della composizione. È stato presidente della PCCC (Commissione della FIDE per la composizione scacchistica) per dodici anni (1974–1986). Alla fine del mandato è stato eletto "Presidente Onorario" a vita.
Ha pubblicato, in svedese, due libri sulle miniature:
- 100 år findlänska miniatyrer (1984) - (Cento anni di miniature finlandesi)
- 512 findlänska miniatyrer (1992) - (512 miniature finlandesi)

## Due problemi di Jan Hannelius
|   | a | b | c | d | e | f | g | h |   |
| 8 | a8 alfiere del nero · f8 alfiere del nero · a7 pedone del bianco · d7 torre del bianco · a6 re del nero · d6 cavallo del nero · e6 cavallo del bianco · h6 torre del bianco · b5 pedone del nero · d5 cavallo del nero · d4 alfiere del bianco · b3 cavallo del bianco · f3 donna del bianco · f1 alfiere del bianco · h1 re del bianco | a8 alfiere del nero · f8 alfiere del nero · a7 pedone del bianco · d7 torre del bianco · a6 re del nero · d6 cavallo del nero · e6 cavallo del bianco · h6 torre del bianco · b5 pedone del nero · d5 cavallo del nero · d4 alfiere del bianco · b3 cavallo del bianco · f3 donna del bianco · f1 alfiere del bianco · h1 re del bianco | a8 alfiere del nero · f8 alfiere del nero · a7 pedone del bianco · d7 torre del bianco · a6 re del nero · d6 cavallo del nero · e6 cavallo del bianco · h6 torre del bianco · b5 pedone del nero · d5 cavallo del nero · d4 alfiere del bianco · b3 cavallo del bianco · f3 donna del bianco · f1 alfiere del bianco · h1 re del bianco | a8 alfiere del nero · f8 alfiere del nero · a7 pedone del bianco · d7 torre del bianco · a6 re del nero · d6 cavallo del nero · e6 cavallo del bianco · h6 torre del bianco · b5 pedone del nero · d5 cavallo del nero · d4 alfiere del bianco · b3 cavallo del bianco · f3 donna del bianco · f1 alfiere del bianco · h1 re del bianco | a8 alfiere del nero · f8 alfiere del nero · a7 pedone del bianco · d7 torre del bianco · a6 re del nero · d6 cavallo del nero · e6 cavallo del bianco · h6 torre del bianco · b5 pedone del nero · d5 cavallo del nero · d4 alfiere del bianco · b3 cavallo del bianco · f3 donna del bianco · f1 alfiere del bianco · h1 re del bianco | a8 alfiere del nero · f8 alfiere del nero · a7 pedone del bianco · d7 torre del bianco · a6 re del nero · d6 cavallo del nero · e6 cavallo del bianco · h6 torre del bianco · b5 pedone del nero · d5 cavallo del nero · d4 alfiere del bianco · b3 cavallo del bianco · f3 donna del bianco · f1 alfiere del bianco · h1 re del bianco | a8 alfiere del nero · f8 alfiere del nero · a7 pedone del bianco · d7 torre del bianco · a6 re del nero · d6 cavallo del nero · e6 cavallo del bianco · h6 torre del bianco · b5 pedone del nero · d5 cavallo del nero · d4 alfiere del bianco · b3 cavallo del bianco · f3 donna del bianco · f1 alfiere del bianco · h1 re del bianco | a8 alfiere del nero · f8 alfiere del nero · a7 pedone del bianco · d7 torre del bianco · a6 re del nero · d6 cavallo del nero · e6 cavallo del bianco · h6 torre del bianco · b5 pedone del nero · d5 cavallo del nero · d4 alfiere del bianco · b3 cavallo del bianco · f3 donna del bianco · f1 alfiere del bianco · h1 re del bianco | 8 |
| 7 | a8 alfiere del nero · f8 alfiere del nero · a7 pedone del bianco · d7 torre del bianco · a6 re del nero · d6 cavallo del nero · e6 cavallo del bianco · h6 torre del bianco · b5 pedone del nero · d5 cavallo del nero · d4 alfiere del bianco · b3 cavallo del bianco · f3 donna del bianco · f1 alfiere del bianco · h1 re del bianco | a8 alfiere del nero · f8 alfiere del nero · a7 pedone del bianco · d7 torre del bianco · a6 re del nero · d6 cavallo del nero · e6 cavallo del bianco · h6 torre del bianco · b5 pedone del nero · d5 cavallo del nero · d4 alfiere del bianco · b3 cavallo del bianco · f3 donna del bianco · f1 alfiere del bianco · h1 re del bianco | a8 alfiere del nero · f8 alfiere del nero · a7 pedone del bianco · d7 torre del bianco · a6 re del nero · d6 cavallo del nero · e6 cavallo del bianco · h6 torre del bianco · b5 pedone del nero · d5 cavallo del nero · d4 alfiere del bianco · b3 cavallo del bianco · f3 donna del bianco · f1 alfiere del bianco · h1 re del bianco | a8 alfiere del nero · f8 alfiere del nero · a7 pedone del bianco · d7 torre del bianco · a6 re del nero · d6 cavallo del nero · e6 cavallo del bianco · h6 torre del bianco · b5 pedone del nero · d5 cavallo del nero · d4 alfiere del bianco · b3 cavallo del bianco · f3 donna del bianco · f1 alfiere del bianco · h1 re del bianco | a8 alfiere del nero · f8 alfiere del nero · a7 pedone del bianco · d7 torre del bianco · a6 re del nero · d6 cavallo del nero · e6 cavallo del bianco · h6 torre del bianco · b5 pedone del nero · d5 cavallo del nero · d4 alfiere del bianco · b3 cavallo del bianco · f3 donna del bianco · f1 alfiere del bianco · h1 re del bianco | a8 alfiere del nero · f8 alfiere del nero · a7 pedone del bianco · d7 torre del bianco · a6 re del nero · d6 cavallo del nero · e6 cavallo del bianco · h6 torre del bianco · b5 pedone del nero · d5 cavallo del nero · d4 alfiere del bianco · b3 cavallo del bianco · f3 donna del bianco · f1 alfiere del bianco · h1 re del bianco | a8 alfiere del nero · f8 alfiere del nero · a7 pedone del bianco · d7 torre del bianco · a6 re del nero · d6 cavallo del nero · e6 cavallo del bianco · h6 torre del bianco · b5 pedone del nero · d5 cavallo del nero · d4 alfiere del bianco · b3 cavallo del bianco · f3 donna del bianco · f1 alfiere del bianco · h1 re del bianco | a8 alfiere del nero · f8 alfiere del nero · a7 pedone del bianco · d7 torre del bianco · a6 re del nero · d6 cavallo del nero · e6 cavallo del bianco · h6 torre del bianco · b5 pedone del nero · d5 cavallo del nero · d4 alfiere del bianco · b3 cavallo del bianco · f3 donna del bianco · f1 alfiere del bianco · h1 re del bianco | 7 |
| 6 | a8 alfiere del nero · f8 alfiere del nero · a7 pedone del bianco · d7 torre del bianco · a6 re del nero · d6 cavallo del nero · e6 cavallo del bianco · h6 torre del bianco · b5 pedone del nero · d5 cavallo del nero · d4 alfiere del bianco · b3 cavallo del bianco · f3 donna del bianco · f1 alfiere del bianco · h1 re del bianco | a8 alfiere del nero · f8 alfiere del nero · a7 pedone del bianco · d7 torre del bianco · a6 re del nero · d6 cavallo del nero · e6 cavallo del bianco · h6 torre del bianco · b5 pedone del nero · d5 cavallo del nero · d4 alfiere del bianco · b3 cavallo del bianco · f3 donna del bianco · f1 alfiere del bianco · h1 re del bianco | a8 alfiere del nero · f8 alfiere del nero · a7 pedone del bianco · d7 torre del bianco · a6 re del nero · d6 cavallo del nero · e6 cavallo del bianco · h6 torre del bianco · b5 pedone del nero · d5 cavallo del nero · d4 alfiere del bianco · b3 cavallo del bianco · f3 donna del bianco · f1 alfiere del bianco · h1 re del bianco | a8 alfiere del nero · f8 alfiere del nero · a7 pedone del bianco · d7 torre del bianco · a6 re del nero · d6 cavallo del nero · e6 cavallo del bianco · h6 torre del bianco · b5 pedone del nero · d5 cavallo del nero · d4 alfiere del bianco · b3 cavallo del bianco · f3 donna del bianco · f1 alfiere del bianco · h1 re del bianco | a8 alfiere del nero · f8 alfiere del nero · a7 pedone del bianco · d7 torre del bianco · a6 re del nero · d6 cavallo del nero · e6 cavallo del bianco · h6 torre del bianco · b5 pedone del nero · d5 cavallo del nero · d4 alfiere del bianco · b3 cavallo del bianco · f3 donna del bianco · f1 alfiere del bianco · h1 re del bianco | a8 alfiere del nero · f8 alfiere del nero · a7 pedone del bianco · d7 torre del bianco · a6 re del nero · d6 cavallo del nero · e6 cavallo del bianco · h6 torre del bianco · b5 pedone del nero · d5 cavallo del nero · d4 alfiere del bianco · b3 cavallo del bianco · f3 donna del bianco · f1 alfiere del bianco · h1 re del bianco | a8 alfiere del nero · f8 alfiere del nero · a7 pedone del bianco · d7 torre del bianco · a6 re del nero · d6 cavallo del nero · e6 cavallo del bianco · h6 torre del bianco · b5 pedone del nero · d5 cavallo del nero · d4 alfiere del bianco · b3 cavallo del bianco · f3 donna del bianco · f1 alfiere del bianco · h1 re del bianco | a8 alfiere del nero · f8 alfiere del nero · a7 pedone del bianco · d7 torre del bianco · a6 re del nero · d6 cavallo del nero · e6 cavallo del bianco · h6 torre del bianco · b5 pedone del nero · d5 cavallo del nero · d4 alfiere del bianco · b3 cavallo del bianco · f3 donna del bianco · f1 alfiere del bianco · h1 re del bianco | 6 |
| 5 | a8 alfiere del nero · f8 alfiere del nero · a7 pedone del bianco · d7 torre del bianco · a6 re del nero · d6 cavallo del nero · e6 cavallo del bianco · h6 torre del bianco · b5 pedone del nero · d5 cavallo del nero · d4 alfiere del bianco · b3 cavallo del bianco · f3 donna del bianco · f1 alfiere del bianco · h1 re del bianco | a8 alfiere del nero · f8 alfiere del nero · a7 pedone del bianco · d7 torre del bianco · a6 re del nero · d6 cavallo del nero · e6 cavallo del bianco · h6 torre del bianco · b5 pedone del nero · d5 cavallo del nero · d4 alfiere del bianco · b3 cavallo del bianco · f3 donna del bianco · f1 alfiere del bianco · h1 re del bianco | a8 alfiere del nero · f8 alfiere del nero · a7 pedone del bianco · d7 torre del bianco · a6 re del nero · d6 cavallo del nero · e6 cavallo del bianco · h6 torre del bianco · b5 pedone del nero · d5 cavallo del nero · d4 alfiere del bianco · b3 cavallo del bianco · f3 donna del bianco · f1 alfiere del bianco · h1 re del bianco | a8 alfiere del nero · f8 alfiere del nero · a7 pedone del bianco · d7 torre del bianco · a6 re del nero · d6 cavallo del nero · e6 cavallo del bianco · h6 torre del bianco · b5 pedone del nero · d5 cavallo del nero · d4 alfiere del bianco · b3 cavallo del bianco · f3 donna del bianco · f1 alfiere del bianco · h1 re del bianco | a8 alfiere del nero · f8 alfiere del nero · a7 pedone del bianco · d7 torre del bianco · a6 re del nero · d6 cavallo del nero · e6 cavallo del bianco · h6 torre del bianco · b5 pedone del nero · d5 cavallo del nero · d4 alfiere del bianco · b3 cavallo del bianco · f3 donna del bianco · f1 alfiere del bianco · h1 re del bianco | a8 alfiere del nero · f8 alfiere del nero · a7 pedone del bianco · d7 torre del bianco · a6 re del nero · d6 cavallo del nero · e6 cavallo del bianco · h6 torre del bianco · b5 pedone del nero · d5 cavallo del nero · d4 alfiere del bianco · b3 cavallo del bianco · f3 donna del bianco · f1 alfiere del bianco · h1 re del bianco | a8 alfiere del nero · f8 alfiere del nero · a7 pedone del bianco · d7 torre del bianco · a6 re del nero · d6 cavallo del nero · e6 cavallo del bianco · h6 torre del bianco · b5 pedone del nero · d5 cavallo del nero · d4 alfiere del bianco · b3 cavallo del bianco · f3 donna del bianco · f1 alfiere del bianco · h1 re del bianco | a8 alfiere del nero · f8 alfiere del nero · a7 pedone del bianco · d7 torre del bianco · a6 re del nero · d6 cavallo del nero · e6 cavallo del bianco · h6 torre del bianco · b5 pedone del nero · d5 cavallo del nero · d4 alfiere del bianco · b3 cavallo del bianco · f3 donna del bianco · f1 alfiere del bianco · h1 re del bianco | 5 |
| 4 | a8 alfiere del nero · f8 alfiere del nero · a7 pedone del bianco · d7 torre del bianco · a6 re del nero · d6 cavallo del nero · e6 cavallo del bianco · h6 torre del bianco · b5 pedone del nero · d5 cavallo del nero · d4 alfiere del bianco · b3 cavallo del bianco · f3 donna del bianco · f1 alfiere del bianco · h1 re del bianco | a8 alfiere del nero · f8 alfiere del nero · a7 pedone del bianco · d7 torre del bianco · a6 re del nero · d6 cavallo del nero · e6 cavallo del bianco · h6 torre del bianco · b5 pedone del nero · d5 cavallo del nero · d4 alfiere del bianco · b3 cavallo del bianco · f3 donna del bianco · f1 alfiere del bianco · h1 re del bianco | a8 alfiere del nero · f8 alfiere del nero · a7 pedone del bianco · d7 torre del bianco · a6 re del nero · d6 cavallo del nero · e6 cavallo del bianco · h6 torre del bianco · b5 pedone del nero · d5 cavallo del nero · d4 alfiere del bianco · b3 cavallo del bianco · f3 donna del bianco · f1 alfiere del bianco · h1 re del bianco | a8 alfiere del nero · f8 alfiere del nero · a7 pedone del bianco · d7 torre del bianco · a6 re del nero · d6 cavallo del nero · e6 cavallo del bianco · h6 torre del bianco · b5 pedone del nero · d5 cavallo del nero · d4 alfiere del bianco · b3 cavallo del bianco · f3 donna del bianco · f1 alfiere del bianco · h1 re del bianco | a8 alfiere del nero · f8 alfiere del nero · a7 pedone del bianco · d7 torre del bianco · a6 re del nero · d6 cavallo del nero · e6 cavallo del bianco · h6 torre del bianco · b5 pedone del nero · d5 cavallo del nero · d4 alfiere del bianco · b3 cavallo del bianco · f3 donna del bianco · f1 alfiere del bianco · h1 re del bianco | a8 alfiere del nero · f8 alfiere del nero · a7 pedone del bianco · d7 torre del bianco · a6 re del nero · d6 cavallo del nero · e6 cavallo del bianco · h6 torre del bianco · b5 pedone del nero · d5 cavallo del nero · d4 alfiere del bianco · b3 cavallo del bianco · f3 donna del bianco · f1 alfiere del bianco · h1 re del bianco | a8 alfiere del nero · f8 alfiere del nero · a7 pedone del bianco · d7 torre del bianco · a6 re del nero · d6 cavallo del nero · e6 cavallo del bianco · h6 torre del bianco · b5 pedone del nero · d5 cavallo del nero · d4 alfiere del bianco · b3 cavallo del bianco · f3 donna del bianco · f1 alfiere del bianco · h1 re del bianco | a8 alfiere del nero · f8 alfiere del nero · a7 pedone del bianco · d7 torre del bianco · a6 re del nero · d6 cavallo del nero · e6 cavallo del bianco · h6 torre del bianco · b5 pedone del nero · d5 cavallo del nero · d4 alfiere del bianco · b3 cavallo del bianco · f3 donna del bianco · f1 alfiere del bianco · h1 re del bianco | 4 |
| 3 | a8 alfiere del nero · f8 alfiere del nero · a7 pedone del bianco · d7 torre del bianco · a6 re del nero · d6 cavallo del nero · e6 cavallo del bianco · h6 torre del bianco · b5 pedone del nero · d5 cavallo del nero · d4 alfiere del bianco · b3 cavallo del bianco · f3 donna del bianco · f1 alfiere del bianco · h1 re del bianco | a8 alfiere del nero · f8 alfiere del nero · a7 pedone del bianco · d7 torre del bianco · a6 re del nero · d6 cavallo del nero · e6 cavallo del bianco · h6 torre del bianco · b5 pedone del nero · d5 cavallo del nero · d4 alfiere del bianco · b3 cavallo del bianco · f3 donna del bianco · f1 alfiere del bianco · h1 re del bianco | a8 alfiere del nero · f8 alfiere del nero · a7 pedone del bianco · d7 torre del bianco · a6 re del nero · d6 cavallo del nero · e6 cavallo del bianco · h6 torre del bianco · b5 pedone del nero · d5 cavallo del nero · d4 alfiere del bianco · b3 cavallo del bianco · f3 donna del bianco · f1 alfiere del bianco · h1 re del bianco | a8 alfiere del nero · f8 alfiere del nero · a7 pedone del bianco · d7 torre del bianco · a6 re del nero · d6 cavallo del nero · e6 cavallo del bianco · h6 torre del bianco · b5 pedone del nero · d5 cavallo del nero · d4 alfiere del bianco · b3 cavallo del bianco · f3 donna del bianco · f1 alfiere del bianco · h1 re del bianco | a8 alfiere del nero · f8 alfiere del nero · a7 pedone del bianco · d7 torre del bianco · a6 re del nero · d6 cavallo del nero · e6 cavallo del bianco · h6 torre del bianco · b5 pedone del nero · d5 cavallo del nero · d4 alfiere del bianco · b3 cavallo del bianco · f3 donna del bianco · f1 alfiere del bianco · h1 re del bianco | a8 alfiere del nero · f8 alfiere del nero · a7 pedone del bianco · d7 torre del bianco · a6 re del nero · d6 cavallo del nero · e6 cavallo del bianco · h6 torre del bianco · b5 pedone del nero · d5 cavallo del nero · d4 alfiere del bianco · b3 cavallo del bianco · f3 donna del bianco · f1 alfiere del bianco · h1 re del bianco | a8 alfiere del nero · f8 alfiere del nero · a7 pedone del bianco · d7 torre del bianco · a6 re del nero · d6 cavallo del nero · e6 cavallo del bianco · h6 torre del bianco · b5 pedone del nero · d5 cavallo del nero · d4 alfiere del bianco · b3 cavallo del bianco · f3 donna del bianco · f1 alfiere del bianco · h1 re del bianco | a8 alfiere del nero · f8 alfiere del nero · a7 pedone del bianco · d7 torre del bianco · a6 re del nero · d6 cavallo del nero · e6 cavallo del bianco · h6 torre del bianco · b5 pedone del nero · d5 cavallo del nero · d4 alfiere del bianco · b3 cavallo del bianco · f3 donna del bianco · f1 alfiere del bianco · h1 re del bianco | 3 |
| 2 | a8 alfiere del nero · f8 alfiere del nero · a7 pedone del bianco · d7 torre del bianco · a6 re del nero · d6 cavallo del nero · e6 cavallo del bianco · h6 torre del bianco · b5 pedone del nero · d5 cavallo del nero · d4 alfiere del bianco · b3 cavallo del bianco · f3 donna del bianco · f1 alfiere del bianco · h1 re del bianco | a8 alfiere del nero · f8 alfiere del nero · a7 pedone del bianco · d7 torre del bianco · a6 re del nero · d6 cavallo del nero · e6 cavallo del bianco · h6 torre del bianco · b5 pedone del nero · d5 cavallo del nero · d4 alfiere del bianco · b3 cavallo del bianco · f3 donna del bianco · f1 alfiere del bianco · h1 re del bianco | a8 alfiere del nero · f8 alfiere del nero · a7 pedone del bianco · d7 torre del bianco · a6 re del nero · d6 cavallo del nero · e6 cavallo del bianco · h6 torre del bianco · b5 pedone del nero · d5 cavallo del nero · d4 alfiere del bianco · b3 cavallo del bianco · f3 donna del bianco · f1 alfiere del bianco · h1 re del bianco | a8 alfiere del nero · f8 alfiere del nero · a7 pedone del bianco · d7 torre del bianco · a6 re del nero · d6 cavallo del nero · e6 cavallo del bianco · h6 torre del bianco · b5 pedone del nero · d5 cavallo del nero · d4 alfiere del bianco · b3 cavallo del bianco · f3 donna del bianco · f1 alfiere del bianco · h1 re del bianco | a8 alfiere del nero · f8 alfiere del nero · a7 pedone del bianco · d7 torre del bianco · a6 re del nero · d6 cavallo del nero · e6 cavallo del bianco · h6 torre del bianco · b5 pedone del nero · d5 cavallo del nero · d4 alfiere del bianco · b3 cavallo del bianco · f3 donna del bianco · f1 alfiere del bianco · h1 re del bianco | a8 alfiere del nero · f8 alfiere del nero · a7 pedone del bianco · d7 torre del bianco · a6 re del nero · d6 cavallo del nero · e6 cavallo del bianco · h6 torre del bianco · b5 pedone del nero · d5 cavallo del nero · d4 alfiere del bianco · b3 cavallo del bianco · f3 donna del bianco · f1 alfiere del bianco · h1 re del bianco | a8 alfiere del nero · f8 alfiere del nero · a7 pedone del bianco · d7 torre del bianco · a6 re del nero · d6 cavallo del nero · e6 cavallo del bianco · h6 torre del bianco · b5 pedone del nero · d5 cavallo del nero · d4 alfiere del bianco · b3 cavallo del bianco · f3 donna del bianco · f1 alfiere del bianco · h1 re del bianco | a8 alfiere del nero · f8 alfiere del nero · a7 pedone del bianco · d7 torre del bianco · a6 re del nero · d6 cavallo del nero · e6 cavallo del bianco · h6 torre del bianco · b5 pedone del nero · d5 cavallo del nero · d4 alfiere del bianco · b3 cavallo del bianco · f3 donna del bianco · f1 alfiere del bianco · h1 re del bianco | 2 |
| 1 | a8 alfiere del nero · f8 alfiere del nero · a7 pedone del bianco · d7 torre del bianco · a6 re del nero · d6 cavallo del nero · e6 cavallo del bianco · h6 torre del bianco · b5 pedone del nero · d5 cavallo del nero · d4 alfiere del bianco · b3 cavallo del bianco · f3 donna del bianco · f1 alfiere del bianco · h1 re del bianco | a8 alfiere del nero · f8 alfiere del nero · a7 pedone del bianco · d7 torre del bianco · a6 re del nero · d6 cavallo del nero · e6 cavallo del bianco · h6 torre del bianco · b5 pedone del nero · d5 cavallo del nero · d4 alfiere del bianco · b3 cavallo del bianco · f3 donna del bianco · f1 alfiere del bianco · h1 re del bianco | a8 alfiere del nero · f8 alfiere del nero · a7 pedone del bianco · d7 torre del bianco · a6 re del nero · d6 cavallo del nero · e6 cavallo del bianco · h6 torre del bianco · b5 pedone del nero · d5 cavallo del nero · d4 alfiere del bianco · b3 cavallo del bianco · f3 donna del bianco · f1 alfiere del bianco · h1 re del bianco | a8 alfiere del nero · f8 alfiere del nero · a7 pedone del bianco · d7 torre del bianco · a6 re del nero · d6 cavallo del nero · e6 cavallo del bianco · h6 torre del bianco · b5 pedone del nero · d5 cavallo del nero · d4 alfiere del bianco · b3 cavallo del bianco · f3 donna del bianco · f1 alfiere del bianco · h1 re del bianco | a8 alfiere del nero · f8 alfiere del nero · a7 pedone del bianco · d7 torre del bianco · a6 re del nero · d6 cavallo del nero · e6 cavallo del bianco · h6 torre del bianco · b5 pedone del nero · d5 cavallo del nero · d4 alfiere del bianco · b3 cavallo del bianco · f3 donna del bianco · f1 alfiere del bianco · h1 re del bianco | a8 alfiere del nero · f8 alfiere del nero · a7 pedone del bianco · d7 torre del bianco · a6 re del nero · d6 cavallo del nero · e6 cavallo del bianco · h6 torre del bianco · b5 pedone del nero · d5 cavallo del nero · d4 alfiere del bianco · b3 cavallo del bianco · f3 donna del bianco · f1 alfiere del bianco · h1 re del bianco | a8 alfiere del nero · f8 alfiere del nero · a7 pedone del bianco · d7 torre del bianco · a6 re del nero · d6 cavallo del nero · e6 cavallo del bianco · h6 torre del bianco · b5 pedone del nero · d5 cavallo del nero · d4 alfiere del bianco · b3 cavallo del bianco · f3 donna del bianco · f1 alfiere del bianco · h1 re del bianco | a8 alfiere del nero · f8 alfiere del nero · a7 pedone del bianco · d7 torre del bianco · a6 re del nero · d6 cavallo del nero · e6 cavallo del bianco · h6 torre del bianco · b5 pedone del nero · d5 cavallo del nero · d4 alfiere del bianco · b3 cavallo del bianco · f3 donna del bianco · f1 alfiere del bianco · h1 re del bianco | 1 |
|   | a | b | c | d | e | f | g | h |   |

Soluzione:
Chiave: 1. Dg2!  (min. 2. Da2#)
1. ...Ce4/Ce8/Cf5/Cf7/Cc4/Cc8/Cb6

2. Cc5#
1. ...Cb7/Ce3/Ce7/Cf4/Cf6/Cc3/Cc7/Cb4

2. Cc7#
|   | a | b | c | d | e | f | g | h |   |
| 8 | e8 alfiere del nero · d7 pedone del nero · f6 pedone del nero · h6 torre del nero · f5 pedone del nero · e4 pedone del nero · f4 pedone del nero · b3 pedone del nero · h3 pedone del bianco · a2 re del nero · b2 alfiere del bianco · d2 pedone del bianco · g2 pedone del bianco · h2 torre del bianco · d1 cavallo del bianco · e1 donna del bianco · h1 re del bianco | e8 alfiere del nero · d7 pedone del nero · f6 pedone del nero · h6 torre del nero · f5 pedone del nero · e4 pedone del nero · f4 pedone del nero · b3 pedone del nero · h3 pedone del bianco · a2 re del nero · b2 alfiere del bianco · d2 pedone del bianco · g2 pedone del bianco · h2 torre del bianco · d1 cavallo del bianco · e1 donna del bianco · h1 re del bianco | e8 alfiere del nero · d7 pedone del nero · f6 pedone del nero · h6 torre del nero · f5 pedone del nero · e4 pedone del nero · f4 pedone del nero · b3 pedone del nero · h3 pedone del bianco · a2 re del nero · b2 alfiere del bianco · d2 pedone del bianco · g2 pedone del bianco · h2 torre del bianco · d1 cavallo del bianco · e1 donna del bianco · h1 re del bianco | e8 alfiere del nero · d7 pedone del nero · f6 pedone del nero · h6 torre del nero · f5 pedone del nero · e4 pedone del nero · f4 pedone del nero · b3 pedone del nero · h3 pedone del bianco · a2 re del nero · b2 alfiere del bianco · d2 pedone del bianco · g2 pedone del bianco · h2 torre del bianco · d1 cavallo del bianco · e1 donna del bianco · h1 re del bianco | e8 alfiere del nero · d7 pedone del nero · f6 pedone del nero · h6 torre del nero · f5 pedone del nero · e4 pedone del nero · f4 pedone del nero · b3 pedone del nero · h3 pedone del bianco · a2 re del nero · b2 alfiere del bianco · d2 pedone del bianco · g2 pedone del bianco · h2 torre del bianco · d1 cavallo del bianco · e1 donna del bianco · h1 re del bianco | e8 alfiere del nero · d7 pedone del nero · f6 pedone del nero · h6 torre del nero · f5 pedone del nero · e4 pedone del nero · f4 pedone del nero · b3 pedone del nero · h3 pedone del bianco · a2 re del nero · b2 alfiere del bianco · d2 pedone del bianco · g2 pedone del bianco · h2 torre del bianco · d1 cavallo del bianco · e1 donna del bianco · h1 re del bianco | e8 alfiere del nero · d7 pedone del nero · f6 pedone del nero · h6 torre del nero · f5 pedone del nero · e4 pedone del nero · f4 pedone del nero · b3 pedone del nero · h3 pedone del bianco · a2 re del nero · b2 alfiere del bianco · d2 pedone del bianco · g2 pedone del bianco · h2 torre del bianco · d1 cavallo del bianco · e1 donna del bianco · h1 re del bianco | e8 alfiere del nero · d7 pedone del nero · f6 pedone del nero · h6 torre del nero · f5 pedone del nero · e4 pedone del nero · f4 pedone del nero · b3 pedone del nero · h3 pedone del bianco · a2 re del nero · b2 alfiere del bianco · d2 pedone del bianco · g2 pedone del bianco · h2 torre del bianco · d1 cavallo del bianco · e1 donna del bianco · h1 re del bianco | 8 |
| 7 | e8 alfiere del nero · d7 pedone del nero · f6 pedone del nero · h6 torre del nero · f5 pedone del nero · e4 pedone del nero · f4 pedone del nero · b3 pedone del nero · h3 pedone del bianco · a2 re del nero · b2 alfiere del bianco · d2 pedone del bianco · g2 pedone del bianco · h2 torre del bianco · d1 cavallo del bianco · e1 donna del bianco · h1 re del bianco | e8 alfiere del nero · d7 pedone del nero · f6 pedone del nero · h6 torre del nero · f5 pedone del nero · e4 pedone del nero · f4 pedone del nero · b3 pedone del nero · h3 pedone del bianco · a2 re del nero · b2 alfiere del bianco · d2 pedone del bianco · g2 pedone del bianco · h2 torre del bianco · d1 cavallo del bianco · e1 donna del bianco · h1 re del bianco | e8 alfiere del nero · d7 pedone del nero · f6 pedone del nero · h6 torre del nero · f5 pedone del nero · e4 pedone del nero · f4 pedone del nero · b3 pedone del nero · h3 pedone del bianco · a2 re del nero · b2 alfiere del bianco · d2 pedone del bianco · g2 pedone del bianco · h2 torre del bianco · d1 cavallo del bianco · e1 donna del bianco · h1 re del bianco | e8 alfiere del nero · d7 pedone del nero · f6 pedone del nero · h6 torre del nero · f5 pedone del nero · e4 pedone del nero · f4 pedone del nero · b3 pedone del nero · h3 pedone del bianco · a2 re del nero · b2 alfiere del bianco · d2 pedone del bianco · g2 pedone del bianco · h2 torre del bianco · d1 cavallo del bianco · e1 donna del bianco · h1 re del bianco | e8 alfiere del nero · d7 pedone del nero · f6 pedone del nero · h6 torre del nero · f5 pedone del nero · e4 pedone del nero · f4 pedone del nero · b3 pedone del nero · h3 pedone del bianco · a2 re del nero · b2 alfiere del bianco · d2 pedone del bianco · g2 pedone del bianco · h2 torre del bianco · d1 cavallo del bianco · e1 donna del bianco · h1 re del bianco | e8 alfiere del nero · d7 pedone del nero · f6 pedone del nero · h6 torre del nero · f5 pedone del nero · e4 pedone del nero · f4 pedone del nero · b3 pedone del nero · h3 pedone del bianco · a2 re del nero · b2 alfiere del bianco · d2 pedone del bianco · g2 pedone del bianco · h2 torre del bianco · d1 cavallo del bianco · e1 donna del bianco · h1 re del bianco | e8 alfiere del nero · d7 pedone del nero · f6 pedone del nero · h6 torre del nero · f5 pedone del nero · e4 pedone del nero · f4 pedone del nero · b3 pedone del nero · h3 pedone del bianco · a2 re del nero · b2 alfiere del bianco · d2 pedone del bianco · g2 pedone del bianco · h2 torre del bianco · d1 cavallo del bianco · e1 donna del bianco · h1 re del bianco | e8 alfiere del nero · d7 pedone del nero · f6 pedone del nero · h6 torre del nero · f5 pedone del nero · e4 pedone del nero · f4 pedone del nero · b3 pedone del nero · h3 pedone del bianco · a2 re del nero · b2 alfiere del bianco · d2 pedone del bianco · g2 pedone del bianco · h2 torre del bianco · d1 cavallo del bianco · e1 donna del bianco · h1 re del bianco | 7 |
| 6 | e8 alfiere del nero · d7 pedone del nero · f6 pedone del nero · h6 torre del nero · f5 pedone del nero · e4 pedone del nero · f4 pedone del nero · b3 pedone del nero · h3 pedone del bianco · a2 re del nero · b2 alfiere del bianco · d2 pedone del bianco · g2 pedone del bianco · h2 torre del bianco · d1 cavallo del bianco · e1 donna del bianco · h1 re del bianco | e8 alfiere del nero · d7 pedone del nero · f6 pedone del nero · h6 torre del nero · f5 pedone del nero · e4 pedone del nero · f4 pedone del nero · b3 pedone del nero · h3 pedone del bianco · a2 re del nero · b2 alfiere del bianco · d2 pedone del bianco · g2 pedone del bianco · h2 torre del bianco · d1 cavallo del bianco · e1 donna del bianco · h1 re del bianco | e8 alfiere del nero · d7 pedone del nero · f6 pedone del nero · h6 torre del nero · f5 pedone del nero · e4 pedone del nero · f4 pedone del nero · b3 pedone del nero · h3 pedone del bianco · a2 re del nero · b2 alfiere del bianco · d2 pedone del bianco · g2 pedone del bianco · h2 torre del bianco · d1 cavallo del bianco · e1 donna del bianco · h1 re del bianco | e8 alfiere del nero · d7 pedone del nero · f6 pedone del nero · h6 torre del nero · f5 pedone del nero · e4 pedone del nero · f4 pedone del nero · b3 pedone del nero · h3 pedone del bianco · a2 re del nero · b2 alfiere del bianco · d2 pedone del bianco · g2 pedone del bianco · h2 torre del bianco · d1 cavallo del bianco · e1 donna del bianco · h1 re del bianco | e8 alfiere del nero · d7 pedone del nero · f6 pedone del nero · h6 torre del nero · f5 pedone del nero · e4 pedone del nero · f4 pedone del nero · b3 pedone del nero · h3 pedone del bianco · a2 re del nero · b2 alfiere del bianco · d2 pedone del bianco · g2 pedone del bianco · h2 torre del bianco · d1 cavallo del bianco · e1 donna del bianco · h1 re del bianco | e8 alfiere del nero · d7 pedone del nero · f6 pedone del nero · h6 torre del nero · f5 pedone del nero · e4 pedone del nero · f4 pedone del nero · b3 pedone del nero · h3 pedone del bianco · a2 re del nero · b2 alfiere del bianco · d2 pedone del bianco · g2 pedone del bianco · h2 torre del bianco · d1 cavallo del bianco · e1 donna del bianco · h1 re del bianco | e8 alfiere del nero · d7 pedone del nero · f6 pedone del nero · h6 torre del nero · f5 pedone del nero · e4 pedone del nero · f4 pedone del nero · b3 pedone del nero · h3 pedone del bianco · a2 re del nero · b2 alfiere del bianco · d2 pedone del bianco · g2 pedone del bianco · h2 torre del bianco · d1 cavallo del bianco · e1 donna del bianco · h1 re del bianco | e8 alfiere del nero · d7 pedone del nero · f6 pedone del nero · h6 torre del nero · f5 pedone del nero · e4 pedone del nero · f4 pedone del nero · b3 pedone del nero · h3 pedone del bianco · a2 re del nero · b2 alfiere del bianco · d2 pedone del bianco · g2 pedone del bianco · h2 torre del bianco · d1 cavallo del bianco · e1 donna del bianco · h1 re del bianco | 6 |
| 5 | e8 alfiere del nero · d7 pedone del nero · f6 pedone del nero · h6 torre del nero · f5 pedone del nero · e4 pedone del nero · f4 pedone del nero · b3 pedone del nero · h3 pedone del bianco · a2 re del nero · b2 alfiere del bianco · d2 pedone del bianco · g2 pedone del bianco · h2 torre del bianco · d1 cavallo del bianco · e1 donna del bianco · h1 re del bianco | e8 alfiere del nero · d7 pedone del nero · f6 pedone del nero · h6 torre del nero · f5 pedone del nero · e4 pedone del nero · f4 pedone del nero · b3 pedone del nero · h3 pedone del bianco · a2 re del nero · b2 alfiere del bianco · d2 pedone del bianco · g2 pedone del bianco · h2 torre del bianco · d1 cavallo del bianco · e1 donna del bianco · h1 re del bianco | e8 alfiere del nero · d7 pedone del nero · f6 pedone del nero · h6 torre del nero · f5 pedone del nero · e4 pedone del nero · f4 pedone del nero · b3 pedone del nero · h3 pedone del bianco · a2 re del nero · b2 alfiere del bianco · d2 pedone del bianco · g2 pedone del bianco · h2 torre del bianco · d1 cavallo del bianco · e1 donna del bianco · h1 re del bianco | e8 alfiere del nero · d7 pedone del nero · f6 pedone del nero · h6 torre del nero · f5 pedone del nero · e4 pedone del nero · f4 pedone del nero · b3 pedone del nero · h3 pedone del bianco · a2 re del nero · b2 alfiere del bianco · d2 pedone del bianco · g2 pedone del bianco · h2 torre del bianco · d1 cavallo del bianco · e1 donna del bianco · h1 re del bianco | e8 alfiere del nero · d7 pedone del nero · f6 pedone del nero · h6 torre del nero · f5 pedone del nero · e4 pedone del nero · f4 pedone del nero · b3 pedone del nero · h3 pedone del bianco · a2 re del nero · b2 alfiere del bianco · d2 pedone del bianco · g2 pedone del bianco · h2 torre del bianco · d1 cavallo del bianco · e1 donna del bianco · h1 re del bianco | e8 alfiere del nero · d7 pedone del nero · f6 pedone del nero · h6 torre del nero · f5 pedone del nero · e4 pedone del nero · f4 pedone del nero · b3 pedone del nero · h3 pedone del bianco · a2 re del nero · b2 alfiere del bianco · d2 pedone del bianco · g2 pedone del bianco · h2 torre del bianco · d1 cavallo del bianco · e1 donna del bianco · h1 re del bianco | e8 alfiere del nero · d7 pedone del nero · f6 pedone del nero · h6 torre del nero · f5 pedone del nero · e4 pedone del nero · f4 pedone del nero · b3 pedone del nero · h3 pedone del bianco · a2 re del nero · b2 alfiere del bianco · d2 pedone del bianco · g2 pedone del bianco · h2 torre del bianco · d1 cavallo del bianco · e1 donna del bianco · h1 re del bianco | e8 alfiere del nero · d7 pedone del nero · f6 pedone del nero · h6 torre del nero · f5 pedone del nero · e4 pedone del nero · f4 pedone del nero · b3 pedone del nero · h3 pedone del bianco · a2 re del nero · b2 alfiere del bianco · d2 pedone del bianco · g2 pedone del bianco · h2 torre del bianco · d1 cavallo del bianco · e1 donna del bianco · h1 re del bianco | 5 |
| 4 | e8 alfiere del nero · d7 pedone del nero · f6 pedone del nero · h6 torre del nero · f5 pedone del nero · e4 pedone del nero · f4 pedone del nero · b3 pedone del nero · h3 pedone del bianco · a2 re del nero · b2 alfiere del bianco · d2 pedone del bianco · g2 pedone del bianco · h2 torre del bianco · d1 cavallo del bianco · e1 donna del bianco · h1 re del bianco | e8 alfiere del nero · d7 pedone del nero · f6 pedone del nero · h6 torre del nero · f5 pedone del nero · e4 pedone del nero · f4 pedone del nero · b3 pedone del nero · h3 pedone del bianco · a2 re del nero · b2 alfiere del bianco · d2 pedone del bianco · g2 pedone del bianco · h2 torre del bianco · d1 cavallo del bianco · e1 donna del bianco · h1 re del bianco | e8 alfiere del nero · d7 pedone del nero · f6 pedone del nero · h6 torre del nero · f5 pedone del nero · e4 pedone del nero · f4 pedone del nero · b3 pedone del nero · h3 pedone del bianco · a2 re del nero · b2 alfiere del bianco · d2 pedone del bianco · g2 pedone del bianco · h2 torre del bianco · d1 cavallo del bianco · e1 donna del bianco · h1 re del bianco | e8 alfiere del nero · d7 pedone del nero · f6 pedone del nero · h6 torre del nero · f5 pedone del nero · e4 pedone del nero · f4 pedone del nero · b3 pedone del nero · h3 pedone del bianco · a2 re del nero · b2 alfiere del bianco · d2 pedone del bianco · g2 pedone del bianco · h2 torre del bianco · d1 cavallo del bianco · e1 donna del bianco · h1 re del bianco | e8 alfiere del nero · d7 pedone del nero · f6 pedone del nero · h6 torre del nero · f5 pedone del nero · e4 pedone del nero · f4 pedone del nero · b3 pedone del nero · h3 pedone del bianco · a2 re del nero · b2 alfiere del bianco · d2 pedone del bianco · g2 pedone del bianco · h2 torre del bianco · d1 cavallo del bianco · e1 donna del bianco · h1 re del bianco | e8 alfiere del nero · d7 pedone del nero · f6 pedone del nero · h6 torre del nero · f5 pedone del nero · e4 pedone del nero · f4 pedone del nero · b3 pedone del nero · h3 pedone del bianco · a2 re del nero · b2 alfiere del bianco · d2 pedone del bianco · g2 pedone del bianco · h2 torre del bianco · d1 cavallo del bianco · e1 donna del bianco · h1 re del bianco | e8 alfiere del nero · d7 pedone del nero · f6 pedone del nero · h6 torre del nero · f5 pedone del nero · e4 pedone del nero · f4 pedone del nero · b3 pedone del nero · h3 pedone del bianco · a2 re del nero · b2 alfiere del bianco · d2 pedone del bianco · g2 pedone del bianco · h2 torre del bianco · d1 cavallo del bianco · e1 donna del bianco · h1 re del bianco | e8 alfiere del nero · d7 pedone del nero · f6 pedone del nero · h6 torre del nero · f5 pedone del nero · e4 pedone del nero · f4 pedone del nero · b3 pedone del nero · h3 pedone del bianco · a2 re del nero · b2 alfiere del bianco · d2 pedone del bianco · g2 pedone del bianco · h2 torre del bianco · d1 cavallo del bianco · e1 donna del bianco · h1 re del bianco | 4 |
| 3 | e8 alfiere del nero · d7 pedone del nero · f6 pedone del nero · h6 torre del nero · f5 pedone del nero · e4 pedone del nero · f4 pedone del nero · b3 pedone del nero · h3 pedone del bianco · a2 re del nero · b2 alfiere del bianco · d2 pedone del bianco · g2 pedone del bianco · h2 torre del bianco · d1 cavallo del bianco · e1 donna del bianco · h1 re del bianco | e8 alfiere del nero · d7 pedone del nero · f6 pedone del nero · h6 torre del nero · f5 pedone del nero · e4 pedone del nero · f4 pedone del nero · b3 pedone del nero · h3 pedone del bianco · a2 re del nero · b2 alfiere del bianco · d2 pedone del bianco · g2 pedone del bianco · h2 torre del bianco · d1 cavallo del bianco · e1 donna del bianco · h1 re del bianco | e8 alfiere del nero · d7 pedone del nero · f6 pedone del nero · h6 torre del nero · f5 pedone del nero · e4 pedone del nero · f4 pedone del nero · b3 pedone del nero · h3 pedone del bianco · a2 re del nero · b2 alfiere del bianco · d2 pedone del bianco · g2 pedone del bianco · h2 torre del bianco · d1 cavallo del bianco · e1 donna del bianco · h1 re del bianco | e8 alfiere del nero · d7 pedone del nero · f6 pedone del nero · h6 torre del nero · f5 pedone del nero · e4 pedone del nero · f4 pedone del nero · b3 pedone del nero · h3 pedone del bianco · a2 re del nero · b2 alfiere del bianco · d2 pedone del bianco · g2 pedone del bianco · h2 torre del bianco · d1 cavallo del bianco · e1 donna del bianco · h1 re del bianco | e8 alfiere del nero · d7 pedone del nero · f6 pedone del nero · h6 torre del nero · f5 pedone del nero · e4 pedone del nero · f4 pedone del nero · b3 pedone del nero · h3 pedone del bianco · a2 re del nero · b2 alfiere del bianco · d2 pedone del bianco · g2 pedone del bianco · h2 torre del bianco · d1 cavallo del bianco · e1 donna del bianco · h1 re del bianco | e8 alfiere del nero · d7 pedone del nero · f6 pedone del nero · h6 torre del nero · f5 pedone del nero · e4 pedone del nero · f4 pedone del nero · b3 pedone del nero · h3 pedone del bianco · a2 re del nero · b2 alfiere del bianco · d2 pedone del bianco · g2 pedone del bianco · h2 torre del bianco · d1 cavallo del bianco · e1 donna del bianco · h1 re del bianco | e8 alfiere del nero · d7 pedone del nero · f6 pedone del nero · h6 torre del nero · f5 pedone del nero · e4 pedone del nero · f4 pedone del nero · b3 pedone del nero · h3 pedone del bianco · a2 re del nero · b2 alfiere del bianco · d2 pedone del bianco · g2 pedone del bianco · h2 torre del bianco · d1 cavallo del bianco · e1 donna del bianco · h1 re del bianco | e8 alfiere del nero · d7 pedone del nero · f6 pedone del nero · h6 torre del nero · f5 pedone del nero · e4 pedone del nero · f4 pedone del nero · b3 pedone del nero · h3 pedone del bianco · a2 re del nero · b2 alfiere del bianco · d2 pedone del bianco · g2 pedone del bianco · h2 torre del bianco · d1 cavallo del bianco · e1 donna del bianco · h1 re del bianco | 3 |
| 2 | e8 alfiere del nero · d7 pedone del nero · f6 pedone del nero · h6 torre del nero · f5 pedone del nero · e4 pedone del nero · f4 pedone del nero · b3 pedone del nero · h3 pedone del bianco · a2 re del nero · b2 alfiere del bianco · d2 pedone del bianco · g2 pedone del bianco · h2 torre del bianco · d1 cavallo del bianco · e1 donna del bianco · h1 re del bianco | e8 alfiere del nero · d7 pedone del nero · f6 pedone del nero · h6 torre del nero · f5 pedone del nero · e4 pedone del nero · f4 pedone del nero · b3 pedone del nero · h3 pedone del bianco · a2 re del nero · b2 alfiere del bianco · d2 pedone del bianco · g2 pedone del bianco · h2 torre del bianco · d1 cavallo del bianco · e1 donna del bianco · h1 re del bianco | e8 alfiere del nero · d7 pedone del nero · f6 pedone del nero · h6 torre del nero · f5 pedone del nero · e4 pedone del nero · f4 pedone del nero · b3 pedone del nero · h3 pedone del bianco · a2 re del nero · b2 alfiere del bianco · d2 pedone del bianco · g2 pedone del bianco · h2 torre del bianco · d1 cavallo del bianco · e1 donna del bianco · h1 re del bianco | e8 alfiere del nero · d7 pedone del nero · f6 pedone del nero · h6 torre del nero · f5 pedone del nero · e4 pedone del nero · f4 pedone del nero · b3 pedone del nero · h3 pedone del bianco · a2 re del nero · b2 alfiere del bianco · d2 pedone del bianco · g2 pedone del bianco · h2 torre del bianco · d1 cavallo del bianco · e1 donna del bianco · h1 re del bianco | e8 alfiere del nero · d7 pedone del nero · f6 pedone del nero · h6 torre del nero · f5 pedone del nero · e4 pedone del nero · f4 pedone del nero · b3 pedone del nero · h3 pedone del bianco · a2 re del nero · b2 alfiere del bianco · d2 pedone del bianco · g2 pedone del bianco · h2 torre del bianco · d1 cavallo del bianco · e1 donna del bianco · h1 re del bianco | e8 alfiere del nero · d7 pedone del nero · f6 pedone del nero · h6 torre del nero · f5 pedone del nero · e4 pedone del nero · f4 pedone del nero · b3 pedone del nero · h3 pedone del bianco · a2 re del nero · b2 alfiere del bianco · d2 pedone del bianco · g2 pedone del bianco · h2 torre del bianco · d1 cavallo del bianco · e1 donna del bianco · h1 re del bianco | e8 alfiere del nero · d7 pedone del nero · f6 pedone del nero · h6 torre del nero · f5 pedone del nero · e4 pedone del nero · f4 pedone del nero · b3 pedone del nero · h3 pedone del bianco · a2 re del nero · b2 alfiere del bianco · d2 pedone del bianco · g2 pedone del bianco · h2 torre del bianco · d1 cavallo del bianco · e1 donna del bianco · h1 re del bianco | e8 alfiere del nero · d7 pedone del nero · f6 pedone del nero · h6 torre del nero · f5 pedone del nero · e4 pedone del nero · f4 pedone del nero · b3 pedone del nero · h3 pedone del bianco · a2 re del nero · b2 alfiere del bianco · d2 pedone del bianco · g2 pedone del bianco · h2 torre del bianco · d1 cavallo del bianco · e1 donna del bianco · h1 re del bianco | 2 |
| 1 | e8 alfiere del nero · d7 pedone del nero · f6 pedone del nero · h6 torre del nero · f5 pedone del nero · e4 pedone del nero · f4 pedone del nero · b3 pedone del nero · h3 pedone del bianco · a2 re del nero · b2 alfiere del bianco · d2 pedone del bianco · g2 pedone del bianco · h2 torre del bianco · d1 cavallo del bianco · e1 donna del bianco · h1 re del bianco | e8 alfiere del nero · d7 pedone del nero · f6 pedone del nero · h6 torre del nero · f5 pedone del nero · e4 pedone del nero · f4 pedone del nero · b3 pedone del nero · h3 pedone del bianco · a2 re del nero · b2 alfiere del bianco · d2 pedone del bianco · g2 pedone del bianco · h2 torre del bianco · d1 cavallo del bianco · e1 donna del bianco · h1 re del bianco | e8 alfiere del nero · d7 pedone del nero · f6 pedone del nero · h6 torre del nero · f5 pedone del nero · e4 pedone del nero · f4 pedone del nero · b3 pedone del nero · h3 pedone del bianco · a2 re del nero · b2 alfiere del bianco · d2 pedone del bianco · g2 pedone del bianco · h2 torre del bianco · d1 cavallo del bianco · e1 donna del bianco · h1 re del bianco | e8 alfiere del nero · d7 pedone del nero · f6 pedone del nero · h6 torre del nero · f5 pedone del nero · e4 pedone del nero · f4 pedone del nero · b3 pedone del nero · h3 pedone del bianco · a2 re del nero · b2 alfiere del bianco · d2 pedone del bianco · g2 pedone del bianco · h2 torre del bianco · d1 cavallo del bianco · e1 donna del bianco · h1 re del bianco | e8 alfiere del nero · d7 pedone del nero · f6 pedone del nero · h6 torre del nero · f5 pedone del nero · e4 pedone del nero · f4 pedone del nero · b3 pedone del nero · h3 pedone del bianco · a2 re del nero · b2 alfiere del bianco · d2 pedone del bianco · g2 pedone del bianco · h2 torre del bianco · d1 cavallo del bianco · e1 donna del bianco · h1 re del bianco | e8 alfiere del nero · d7 pedone del nero · f6 pedone del nero · h6 torre del nero · f5 pedone del nero · e4 pedone del nero · f4 pedone del nero · b3 pedone del nero · h3 pedone del bianco · a2 re del nero · b2 alfiere del bianco · d2 pedone del bianco · g2 pedone del bianco · h2 torre del bianco · d1 cavallo del bianco · e1 donna del bianco · h1 re del bianco | e8 alfiere del nero · d7 pedone del nero · f6 pedone del nero · h6 torre del nero · f5 pedone del nero · e4 pedone del nero · f4 pedone del nero · b3 pedone del nero · h3 pedone del bianco · a2 re del nero · b2 alfiere del bianco · d2 pedone del bianco · g2 pedone del bianco · h2 torre del bianco · d1 cavallo del bianco · e1 donna del bianco · h1 re del bianco | e8 alfiere del nero · d7 pedone del nero · f6 pedone del nero · h6 torre del nero · f5 pedone del nero · e4 pedone del nero · f4 pedone del nero · b3 pedone del nero · h3 pedone del bianco · a2 re del nero · b2 alfiere del bianco · d2 pedone del bianco · g2 pedone del bianco · h2 torre del bianco · d1 cavallo del bianco · e1 donna del bianco · h1 re del bianco | 1 |
|   | a | b | c | d | e | f | g | h |   |

Soluzione:
1. d4!  (min. 2. g3 e poi 3. Cc3#)
1. ...e3  2. De2 ∼  3. Cc3#

1. ...exd3 ep.  2. Dd2 ∼  3. Cc3#

1. ...f3   2. gxf3 ∼  3. Cc3#

1. ...Txh3  2. gxh3 ∼  3. Cc3#

1. ...Tg6  2. g4 ∼  3. Cc3#